# Закон України «Про публічні закупівлі»
Закон України «Про публічні закупівлі» — закон України, що визначає правові та економічні засади здійснення закупівель товарів, робіт і послуг для забезпечення потреб держави і територіальних громад. Метою Закону є забезпечення ефективного та прозорого здійснення закупівель, створення конкурентного середовища у сфері публічних закупівель, запобігання проявам корупції у цій сфері, розвиток добросовісної конкуренції.
Закон прийнятий з метою адаптувати законодавство України до acquis Європейського Союзу на виконання Угоди про асоціацію.

## Структура
Закон складається з 44 статей у десяти розділах:
- Розділ I. Загальні положення
- Розділ II. Державне регулювання та контроль у сфері закупівель
- Розділ III. Загальні умови здійснення закупівлі
- Розділ IV. Відкриті торги
- Розділ V. Конкурентний діалог
- Розділ VI. Процедура торгів з обмеженою участю
- Розділ VII. Переговорна процедура закупівлі
- Розділ VIII. Договір про закупівлю
- Розділ IX. Відповідальність у сфері публічних закупівель
- Розділ X. Прикінцеві та перехідні положення.

## Зміст
У Законі в першій редакції передбачалося:
- обов'язковість проведення закупівельних процедур через електронну систему. На першому етапі обов'язковість проведення таких процедур поширювалася на головних розпорядників засобів і монополістів (з 1 квітня 2016 року), на другому (з 1 серпня 2016 року) — на усіх замовників;
- введення електронного аукціону, який передбачає автоматичну оцінку тендерних пропозицій;
- нові поняття — авторизований електронний майданчик, електронна система закупівель, централізована закупівельна організація, система хмарних обчислень; зміна термінології: державна закупівля — публічна закупівля; конкурс, документація конкурсних торгів, пропозиція конкурсних торгів, комітет з конкурсних торгів — тендер, тендерна документація, тендерна пропозиція, тендерний комітет;
- замість п'яти процедур залишено три (відкриті торги, конкурентний діалог, переговорна процедура).

Відкриті торги є основною процедурою закупівлі та здійснюються з обов'язковим проведенням аукціону з найнижчою ціною та з урахуванням нецінових критеріїв. Під час проведення процедури відкритих торгів тендерні пропозиції мають право подавати всі зацікавлені особи. Для проведення процедури закупівлі має бути подано не менше двох пропозицій.
Вся закупівля здійснюється відповідно до річного плану. Річний план, додаток до річного плану та зміни до них безоплатно оприлюднюються на вебпорталі Уповноваженого органу з питань закупівель протягом п'яти днів з дня їх затвердження.
Норми Закону застосовувалися:
- до замовників за умови, що вартість предмета закупівлі товару (товарів), послуги (послуг) дорівнює або перевищує 200 тисяч гривень, а робіт — 1,5 мільйона гривень;
- до замовників, що здійснюють діяльність в окремих сферах господарювання за умови, що вартість предмета закупівлі товару, послуги дорівнює або перевищує 1 мільйон гривень, а робіт — 5 мільйонів гривень.

Вітчизняні та іноземні учасники всіх форм власності та організаційно-правових форм беруть участь у процедурах закупівель на рівних умовах.
На основі Закону відбувся поступовий перехід на проведення закупівель з паперового на електронний режим.
19 квітня 2020 року набрала чинності нова редакція Закону. Так, відповідно до змін, поріг для обов'язкового проведення закупівель через ProZorro знизився з 200 до 50 тисяч гривень; посилилася відповідальність за грубі порушення тендерного законодавства; тощо.

## Оцінка реформи
Проєкт Закону підготовлено за участю представників Міноборони, Антимонопольного комітету, Національного банку, експертів Проєкту ЄС «Гармонізація системи державних закупівель в Україні за стандартами ЄС», представників громадських організацій, активістів, великих замовників — НАК «Енергоатом».
Реформа публічних закупівель в Україні була визнана однією з найуспішніших реформ 2016 року. Вона здобула значну підтримку як серед українців, так і з боку міжнародного товариства.
Реформа зробила сферу публічних закупівель більш помітною для широкої публіки, відкритість системи підвищила рівень обізнаності громадян щодо сфери публічних закупівель. Крім того, Україна як член Угоди СОТ про державні закупівлі (GPA) стала ще більш відкритою для іноземних учасників і отримала доступ до закупівель за кордоном. Електронна система спростила доступ до торгів, знизила рівень витрат на адміністрування і в цілому прискорила процес закупівель. До того ж моніторинг процесу закупівель став більш простим та доступним.
Відбулась децентралізація торгових майданчиків: станом на кінець березня 2017 року працювало 15 акредитованих приватних торговельних майданчиків (для всіх закупівель) замість одного державного. Комерціалізація цього сегменту додала конкуренції між майданчиками і має забезпечити постійне вдосконалення послуг.
У порівнянні з попереднім роком, у 2016 році обсяг державних закупівель, розрахований як сумарна вартість укладених договорів, зріс на 17 % (до 10,4 млрд доларів). Кількість замовників збільшилася на 53 % — до 20 тисяч.
Використання стандарту відкритих даних у процесі закупівель забезпечує доступність інформації, таким чином позитивно впливаючи на рівень сприйняття прозорості влади.
У 2016, 2017 та 2019 роках Україна очолювала Рейтинг прозорості публічних закупівель, що складається Інститутом розвитку свободи інформації.